# Liste der Nummer-eins-Hits in den USA (1981)
Dies ist eine Liste der Nummer-eins-Hits in den von Billboard ermittelten Charts in den USA (Hot 100) im Jahr 1981. In diesem Jahr gab es siebzehn Nummer-eins-Singles und zehn Nummer-eins-Alben.

## Singles
| ← 1980 ← | Liste der Nummer-eins-Hits in den USA | Liste der Nummer-eins-Hits in den USA | Liste der Nummer-eins-Hits in den USA                                                                    | 1982 →                    |
| \| Zeitraum \| Wo. ges. \| Interpret \| Titel Autor(en) \| Zusätzliche Informationen \| \| (Zeitraum, Wochen auf Platz eins, Interpret, Titel, Autor[en], zusätzliche Informationen) \| \| \| \| \| \| ----------------------------------------------------------------------------------------- \| -------- \| -------------------------- \| ------------------------------------------------------------------------------------------------------------ \| ------------------------- \| \| 27. Dezember 1980 – 30. Januar 1981 5 Wochen (insgesamt 5) \| 5 \| John Lennon \| (Just Like) Starting Over[1] John Lennon \| - \| \| 31. Januar 1981 – 6. Februar 1981 1 Woche (insgesamt 1) \| 1 \| Blondie \| The Tide Is High[2] Duke Reid, John Holt \| - \| \| 7. Februar 1981 – 20. Februar 1981 2 Wochen (insgesamt 2) \| 2 \| Kool & the Gang \| Celebration[3] Ronald Bell \| - \| \| 21. Februar 1981 – 27. Februar 1981 1 Woche (insgesamt 2) \| 2 \| Dolly Parton \| 9 to 5[4] Dolly Parton \| - \| \| 28. Februar 1981 – 13. März 1981 2 Wochen (insgesamt 2) \| 2 \| Eddie Rabbitt \| I Love a Rainy Night[5] David Malloy, Eddie Rabbitt, Even Stevens \| - \| \| 14. März 1981 – 20. März 1981 1 Woche (insgesamt 2) \| 2 \| Dolly Parton \| 9 to 5 Dolly Parton \| - \| \| 21. März 1981 – 27. März 1981 1 Woche (insgesamt 1) \| 1 \| REO Speedwagon \| Keep On Loving You[6] Kevin Cronin \| - \| \| 28. März 1981 – 10. April 1981 2 Wochen (insgesamt 2) \| 2 \| Blondie \| Rapture[7] Deborah Harry, Chris Stein \| - \| \| 11. April 1981 – 1. Mai 1981 3 Wochen (insgesamt 3) \| 3 \| Hall & Oates \| Kiss on My List[8] Daryl Hall, Janna Allen \| - \| \| 2. Mai 1981 – 15. Mai 1981 2 Wochen (insgesamt 2) \| 2 \| Sheena Easton \| Morning Train (Nine To Five)[9] Florrie Palmer \| - \| \| 16. Mai 1981 – 19. Juni 1981 5 Wochen (insgesamt 9) \| 9 \| Kim Carnes \| Bette Davis Eyes[10] Donna Weiss, Jackie DeShannon \| - \| \| 20. Juni 1981 – 26. Juni 1981 1 Woche (insgesamt 1) \| 1 \| Stars on 45 \| Stars on 45[11] Jaap Eggermont \| - \| \| 27. Juni 1981 – 24. Juli 1981 4 Wochen (insgesamt 9) \| 9 \| Kim Carnes \| Bette Davis Eyes Donna Weiss, Jackie DeShannon \| - \| \| 25. Juli 1981 – 31. Juli 1981 1 Woche (insgesamt 1) \| 1 \| Air Supply \| The One That You Love[12] Graham Russell \| - \| \| 1. August 1981 – 14. August 1981 2 Wochen (insgesamt 2) \| 2 \| Rick Springfield \| Jessie’s Girl[13] Rick Springfield \| - \| \| 15. August 1981 – 16. Oktober 1981 9 Wochen (insgesamt 9) \| 9 \| Diana Ross & Lionel Richie \| Endless Love[14] Lionel Richie \| - \| \| 17. Oktober 1981 – 6. November 1981 3 Wochen (insgesamt 3) \| 3 \| Christopher Cross \| Arthur’s Theme (Best That You Can Do)[15] Burt Bacharach, Carole Bayer Sager, Christopher Cross, Peter Allen \| - \| \| 7. November 1981 – 20. November 1981 2 Wochen (insgesamt 2) \| 2 \| Hall & Oates \| Private Eyes[16] Daryl Hall, Warren Pash, Janna Allen, Sara Allen \| - \| \| 21. November 1981 – 29. Januar 1982 10 Wochen (insgesamt 10) \| 10 \| Olivia Newton-John \| Physical[17] Steve Kipner, Terry Shaddick \| - \| |                                       |                                       | |                           |
| ← 1980 |                                       |                                       | | → 1982 →                  |
| Zeitraum | Wo. ges.                              | Interpret                             | Titel Autor(en)                                                                                          | Zusätzliche Informationen |
| (Zeitraum, Wochen auf Platz eins, Interpret, Titel, Autor[en], zusätzliche Informationen) |                                       |                                       | |                           |
| 27. Dezember 1980 – 30. Januar 1981 5 Wochen (insgesamt 5) | 5                                     | John Lennon                           | (Just Like) Starting Over John Lennon                                                                    | -                         |
| 31. Januar 1981 – 6. Februar 1981 1 Woche (insgesamt 1) | 1                                     | Blondie                               | The Tide Is High Duke Reid, John Holt                                                                    | -                         |
| 7. Februar 1981 – 20. Februar 1981 2 Wochen (insgesamt 2) | 2                                     | Kool & the Gang                       | Celebration Ronald Bell                                                                                  | -                         |
| 21. Februar 1981 – 27. Februar 1981 1 Woche (insgesamt 2) | 2                                     | Dolly Parton                          | 9 to 5 Dolly Parton                                                                                      | -                         |
| 28. Februar 1981 – 13. März 1981 2 Wochen (insgesamt 2) | 2                                     | Eddie Rabbitt                         | I Love a Rainy Night David Malloy, Eddie Rabbitt, Even Stevens                                           | -                         |
| 14. März 1981 – 20. März 1981 1 Woche (insgesamt 2) | 2                                     | Dolly Parton                          | 9 to 5 Dolly Parton                                                                                      | -                         |
| 21. März 1981 – 27. März 1981 1 Woche (insgesamt 1) | 1                                     | REO Speedwagon                        | Keep On Loving You Kevin Cronin                                                                          | -                         |
| 28. März 1981 – 10. April 1981 2 Wochen (insgesamt 2) | 2                                     | Blondie                               | Rapture Deborah Harry, Chris Stein                                                                       | -                         |
| 11. April 1981 – 1. Mai 1981 3 Wochen (insgesamt 3) | 3                                     | Hall & Oates                          | Kiss on My List Daryl Hall, Janna Allen                                                                  | -                         |
| 2. Mai 1981 – 15. Mai 1981 2 Wochen (insgesamt 2) | 2                                     | Sheena Easton                         | Morning Train (Nine To Five) Florrie Palmer                                                              | -                         |
| 16. Mai 1981 – 19. Juni 1981 5 Wochen (insgesamt 9) | 9                                     | Kim Carnes                            | Bette Davis Eyes Donna Weiss, Jackie DeShannon                                                           | -                         |
| 20. Juni 1981 – 26. Juni 1981 1 Woche (insgesamt 1) | 1                                     | Stars on 45                           | Stars on 45 Jaap Eggermont                                                                               | -                         |
| 27. Juni 1981 – 24. Juli 1981 4 Wochen (insgesamt 9) | 9                                     | Kim Carnes                            | Bette Davis Eyes Donna Weiss, Jackie DeShannon                                                           | -                         |
| 25. Juli 1981 – 31. Juli 1981 1 Woche (insgesamt 1) | 1                                     | Air Supply                            | The One That You Love Graham Russell                                                                     | -                         |
| 1. August 1981 – 14. August 1981 2 Wochen (insgesamt 2) | 2                                     | Rick Springfield                      | Jessie’s Girl Rick Springfield                                                                           | -                         |
| 15. August 1981 – 16. Oktober 1981 9 Wochen (insgesamt 9) | 9                                     | Diana Ross & Lionel Richie            | Endless Love Lionel Richie                                                                               | -                         |
| 17. Oktober 1981 – 6. November 1981 3 Wochen (insgesamt 3) | 3                                     | Christopher Cross                     | Arthur’s Theme (Best That You Can Do) Burt Bacharach, Carole Bayer Sager, Christopher Cross, Peter Allen | -                         |
| 7. November 1981 – 20. November 1981 2 Wochen (insgesamt 2) | 2                                     | Hall & Oates                          | Private Eyes Daryl Hall, Warren Pash, Janna Allen, Sara Allen                                            | -                         |
| 21. November 1981 – 29. Januar 1982 10 Wochen (insgesamt 10) | 10                                    | Olivia Newton-John                    | Physical Steve Kipner, Terry Shaddick                                                                    | -                         |

## Alben
| ← 1980 ← | Liste der Nummer-eins-Alben in den USA | Liste der Nummer-eins-Alben in den USA | Liste der Nummer-eins-Alben in den USA | 1982 →                    |
| \| Zeitraum \| Wo. ges. \| Interpret \| Titel \| Zusätzliche Informationen \| \| (Zeitraum, Wochen auf Platz eins, Interpret, Titel, zusätzliche Informationen) \| \| \| \| \| \| ------------------------------------------------------------------------------ \| -------- \| ---------------------- \| ------------------------- \| ------------------------- \| \| 27. Dezember 1980 – 20. Februar 1981 8 Wochen (insgesamt 8) \| 8 \| John Lennon & Yoko Ono \| Double Fantasy[18] \| - \| \| 21. Februar 1981 – 3. April 1981 6 Wochen (insgesamt 15) \| 15 \| REO Speedwagon \| Hi Infidelity[19] \| - \| \| 4. April 1981 – 17. April 1981 2 Wochen (insgesamt 3) \| 3 \| Styx \| Paradise Theatre[20] \| - \| \| 18. April 1981 – 8. Mai 1981 3 Wochen (insgesamt 15) \| 15 \| REO Speedwagon \| Hi Infidelity \| - \| \| 9. Mai 1981 – 15. Mai 1981 1 Woche (insgesamt 3) \| 3 \| Styx \| Paradise Theatre \| - \| \| 16. Mai 1981 – 26. Juni 1981 6 Wochen (insgesamt 15) \| 15 \| REO Speedwagon \| Hi Infidelity \| - \| \| 27. Juni 1981 – 24. Juli 1981 4 Wochen (insgesamt 4) \| 4 \| Kim Carnes \| Mistaken Identity[21] \| - \| \| 25. Juli 1981 – 14. August 1981 3 Wochen (insgesamt 3) \| 3 \| The Moody Blues \| Long Distance Voyager[22] \| - \| \| 15. August 1981 – 21. August 1981 1 Woche (insgesamt 1) \| 1 \| Pat Benatar \| Precious Time[23] \| - \| \| 22. August 1981 – 4. September 1981 2 Wochen (insgesamt 7) \| 7 \| Foreigner \| 4[24] \| - \| \| 5. September 1981 – 11. September 1981 1 Woche (insgesamt 1) \| 1 \| Stevie Nicks \| Bella Donna[25] \| - \| \| 12. September 1981 – 18. September 1981 1 Woche (insgesamt 1) \| 1 \| Journey \| Escape[26] \| - \| \| 19. September 1981 – 20. November 1981 9 Wochen (insgesamt 9) \| 9 \| The Rolling Stones \| Tattoo You[27] \| - \| \| 21. November 1981 – 25. Dezember 1981 5 Wochen (insgesamt 7) \| 7 \| Foreigner \| 4 \| - \| |                                        |                                        |                                        |                           |
| ← 1980 |                                        |                                        |                                        | → 1982 →                  |
| Zeitraum | Wo. ges.                               | Interpret                              | Titel                                  | Zusätzliche Informationen |
| (Zeitraum, Wochen auf Platz eins, Interpret, Titel, zusätzliche Informationen) |                                        |                                        |                                        |                           |
| 27. Dezember 1980 – 20. Februar 1981 8 Wochen (insgesamt 8) | 8                                      | John Lennon & Yoko Ono                 | Double Fantasy                         | -                         |
| 21. Februar 1981 – 3. April 1981 6 Wochen (insgesamt 15) | 15                                     | REO Speedwagon                         | Hi Infidelity                          | -                         |
| 4. April 1981 – 17. April 1981 2 Wochen (insgesamt 3) | 3                                      | Styx                                   | Paradise Theatre                       | -                         |
| 18. April 1981 – 8. Mai 1981 3 Wochen (insgesamt 15) | 15                                     | REO Speedwagon                         | Hi Infidelity                          | -                         |
| 9. Mai 1981 – 15. Mai 1981 1 Woche (insgesamt 3) | 3                                      | Styx                                   | Paradise Theatre                       | -                         |
| 16. Mai 1981 – 26. Juni 1981 6 Wochen (insgesamt 15) | 15                                     | REO Speedwagon                         | Hi Infidelity                          | -                         |
| 27. Juni 1981 – 24. Juli 1981 4 Wochen (insgesamt 4) | 4                                      | Kim Carnes                             | Mistaken Identity                      | -                         |
| 25. Juli 1981 – 14. August 1981 3 Wochen (insgesamt 3) | 3                                      | The Moody Blues                        | Long Distance Voyager                  | -                         |
| 15. August 1981 – 21. August 1981 1 Woche (insgesamt 1) | 1                                      | Pat Benatar                            | Precious Time                          | -                         |
| 22. August 1981 – 4. September 1981 2 Wochen (insgesamt 7) | 7                                      | Foreigner                              | 4                                      | -                         |
| 5. September 1981 – 11. September 1981 1 Woche (insgesamt 1) | 1                                      | Stevie Nicks                           | Bella Donna                            | -                         |
| 12. September 1981 – 18. September 1981 1 Woche (insgesamt 1) | 1                                      | Journey                                | Escape                                 | -                         |
| 19. September 1981 – 20. November 1981 9 Wochen (insgesamt 9) | 9                                      | The Rolling Stones                     | Tattoo You                             | -                         |
| 21. November 1981 – 25. Dezember 1981 5 Wochen (insgesamt 7) | 7                                      | Foreigner                              | 4                                      | -                         |